# NGC 668
NGC 668 is een spiraalvormig sterrenstelsel in het sterrenbeeld Andromeda. Het hemelobject werd op 4 december 1880 ontdekt door de Franse astronoom Édouard Jean-Marie Stephan.

## Synoniemen
- PGC 6502
- UGC 1238
- MCG 6-5-3
- ZWG 521.80
- ZWG 522.1
- IRAS01434+3612